# Městská tržnice na Zelném trhu
Městská tržnice na Zelném trhu je budova kryté tržnice v Brně. Nachází se v historickém centru města (čp. 250) na náměstí Zelný trh (čo. 14), na nároží s ulicemi Mečovou (čo. 7) a Starobrněnskou. Funkcionalistická stavba od architektů Viléma Zavřela a Emanuela Hrušky byla postavena v letech 1948–1950.

## Historie
Na místě dnešní tržnice původně stály tři městské domy. Prostřední z nich, čo. 15, se 7. března 1941 samovolně zřítil, což se obešlo bez zranění, neboť obyvatelé byli nedlouho předtím urychleně vystěhováni. Událost negativně postihla i oba sousední domy. Jeden z nich (čo. 16) byl proto o pět dní později stržen, dům na nároží s Mečovou (čo. 14) byl zbořen za dalších devět dní. Poté zůstal prostor několik let prázdný.
V letech 1948–1950 byla na volném místě postavena pozdně funkcionalistická budova městské kryté tržnice potravin a zeleniny (později pojmenované Dům potravin), kterou navrhli architekti Vilém Zavřel a Emanuel Hruška. Projekt byl odevzdán na podzim 1947 a podle původních plánů měla budova nahradit prodejní stánky tradičně rozmístěné po celém Zelném trhu. Stavba byla zahájena na jaře 1948 a v létě 1950 byla dokončena. Poté ještě probíhala instalace vnitřního zařízení. Tržnice byla otevřena 15. ledna 1951.
V 80. letech 20. století byla budova modernizována. Původní funkce tržnice později zanikla a budova fungovala jako víceúčelová stavba, která byla v roce 1997 částečně přestavěna. Tehdy také získala nové jméno Obchodní dům Krokodýl. Po roce 2010 sloužil krytý prostor bývalé tržnice již pouze jako skladiště stánkových prodejců z náměstí. Majitel budovy, městská část Brno-střed, začal v roce 2014 připravovat obnovu původní funkce tržnice i její původní podoby.
Rekonstrukce podle projektu architekta Michala Palaščáka začala v červnu 2016 a původně měla být hotová do konce roku. Kvůli problémům se statikou stavby, které byly zaviněny předchozími nevhodnými úpravami, se realizace protáhla. Na konci června 2017 byla otevřena malá obchodní pasáž v přízemí, celá budova potom o měsíc později, 17. července. Celá rekonstrukce stála přibližně 70 milionů korun. V přízemí budovy (po rekonstrukci pojmenované Tržnice Brno) se v opětovně otevřeném parteru nachází kavárna, pekárna a dětský koutek, v dalších dvou patrech krytá tržnice s prostory pro prodejce se zbožím, které nelze prodávat přímo na náměstí pod otevřeným nebem (maso, uzeniny, sýry, apod.). V nejvyšším třetím patře se nachází kancelář tržnice, coworkingový prostor a vyhlídková terasa.

## Popis
Budova tržnice, postavená jako železobetonová skeletová konstrukce, umožňující otevřené vnitřní prostory, sestává ze dvou objemů. Na nároží s ulicemi Starobrněnskou a Mečovou se nachází jednoduché čtyřpodlažní kubické křídlo, otvírající se předsazeným proskleným průčelím s mohutnými žebry do Starobrněnské ulice. Na jeho hmotu se napojuje třípodlažní křídlo obrácené do Zelného trhu. Má zavěšenou, obloukově prohnutou prosklenou fasádu, rovněž členěnou mohutnými žebry, za kterou se skrývá hala tržnice, jež vytváří první a druhé patro. Přízemí je tvořeno otevřeným průchozím parterem do dvora Staré radnice, do kterého se otvírá také hala tržnice svým zadním proskleným průčelím. Budova má rovněž dvě podzemní podlaží, která sloužila, mimo jiné, jako skladiště pro trhovce ze Zelného trhu.
Průčelí budovy mělo být vyzdobeno alegorickými postavami od sochařů Vincence Makovského, Sylvy Lacinové, Ladislava Martínka a Karla Zouhara. Sochy však na místo nikdy osazeny nebyly, ačkoliv alespoň některé z nich vznikly. Díla Lacinové se později nacházela odložená u kamenické dílny na brněnském Ústředním hřbitově a jejich další osud není známý. Dvě Makovského sochy, znázorňující snad prodejce drůbeže a cibuláře, se neznámým způsobem ocitly v Chudčicích, kde byly umístěny u hostince naproti kulturnímu domu a obecnímu úřadu.

## Fotogalerie

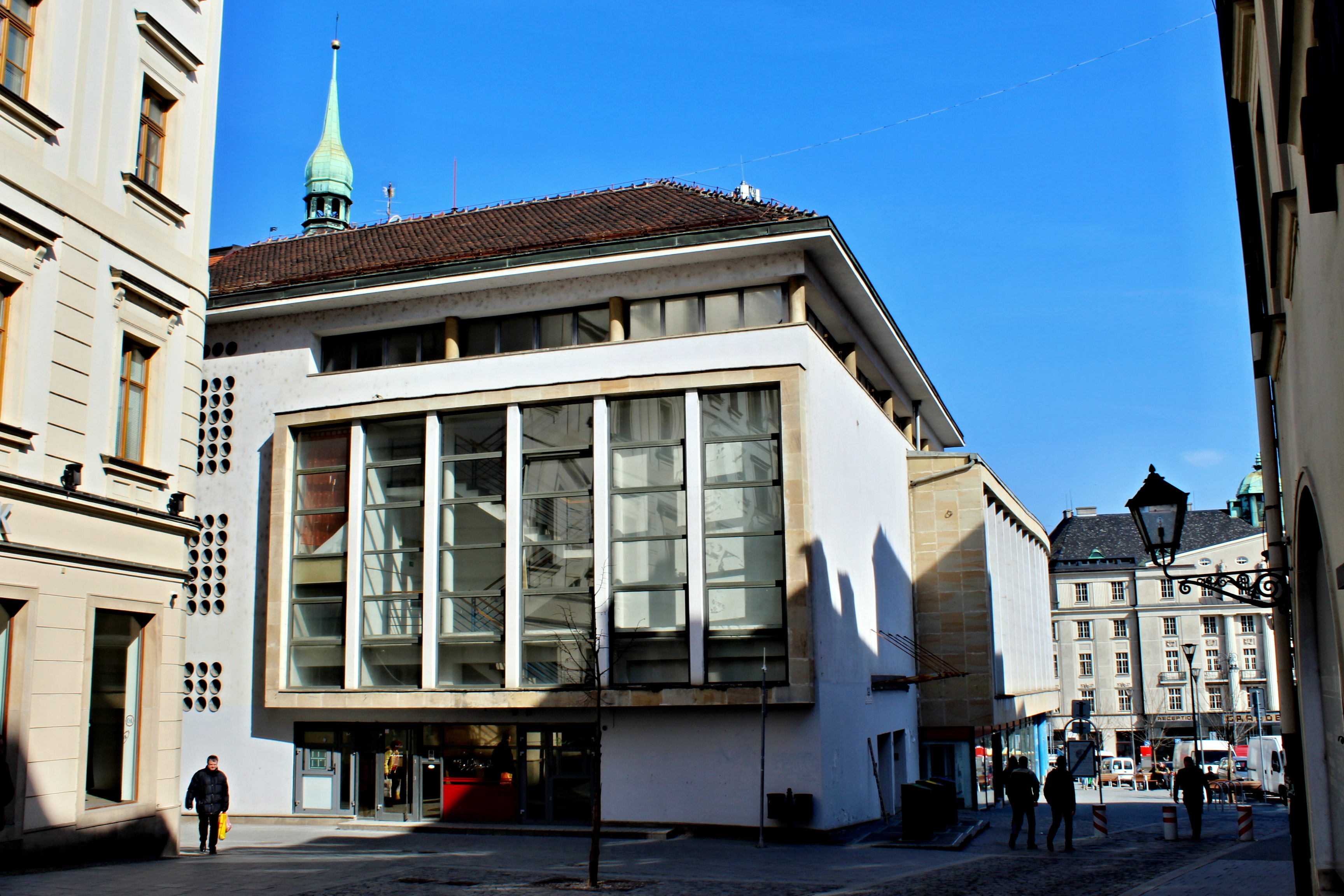
Průčelí do Starobrněnské ulice
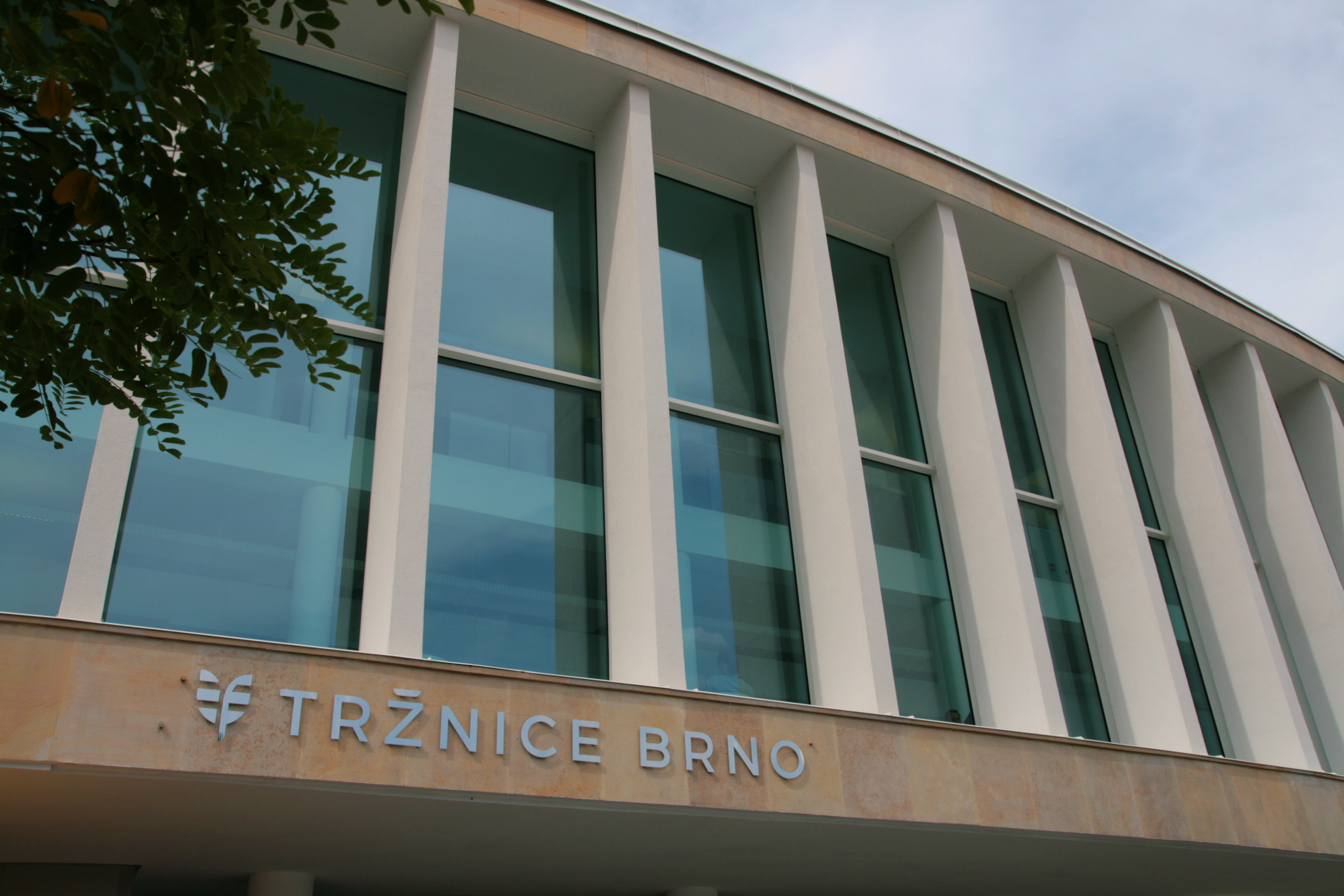
Detail hlavního průčelí do Zelného trhu
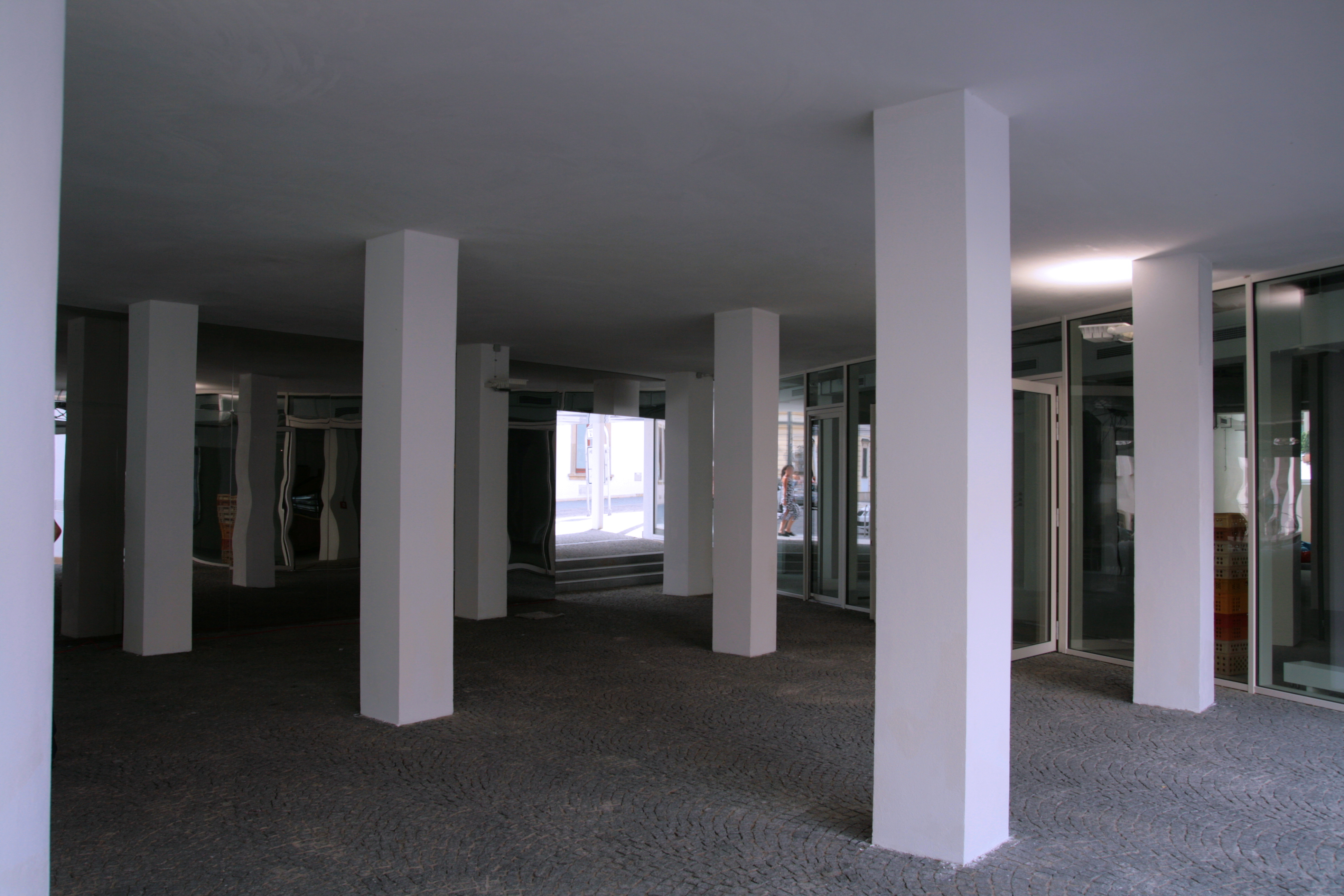
Průchozí parter v přízemí
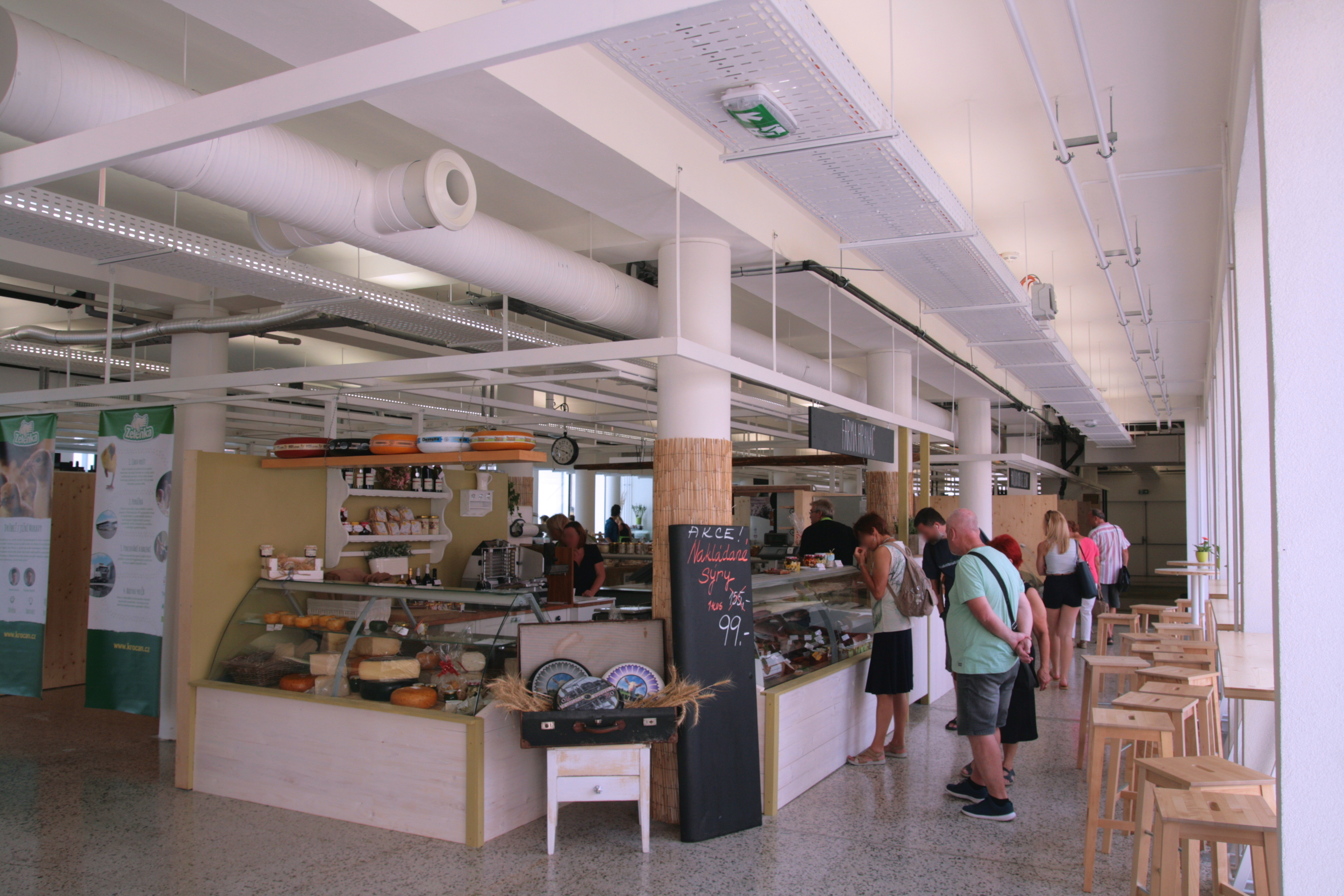
Prodejní stánky v prvním patře
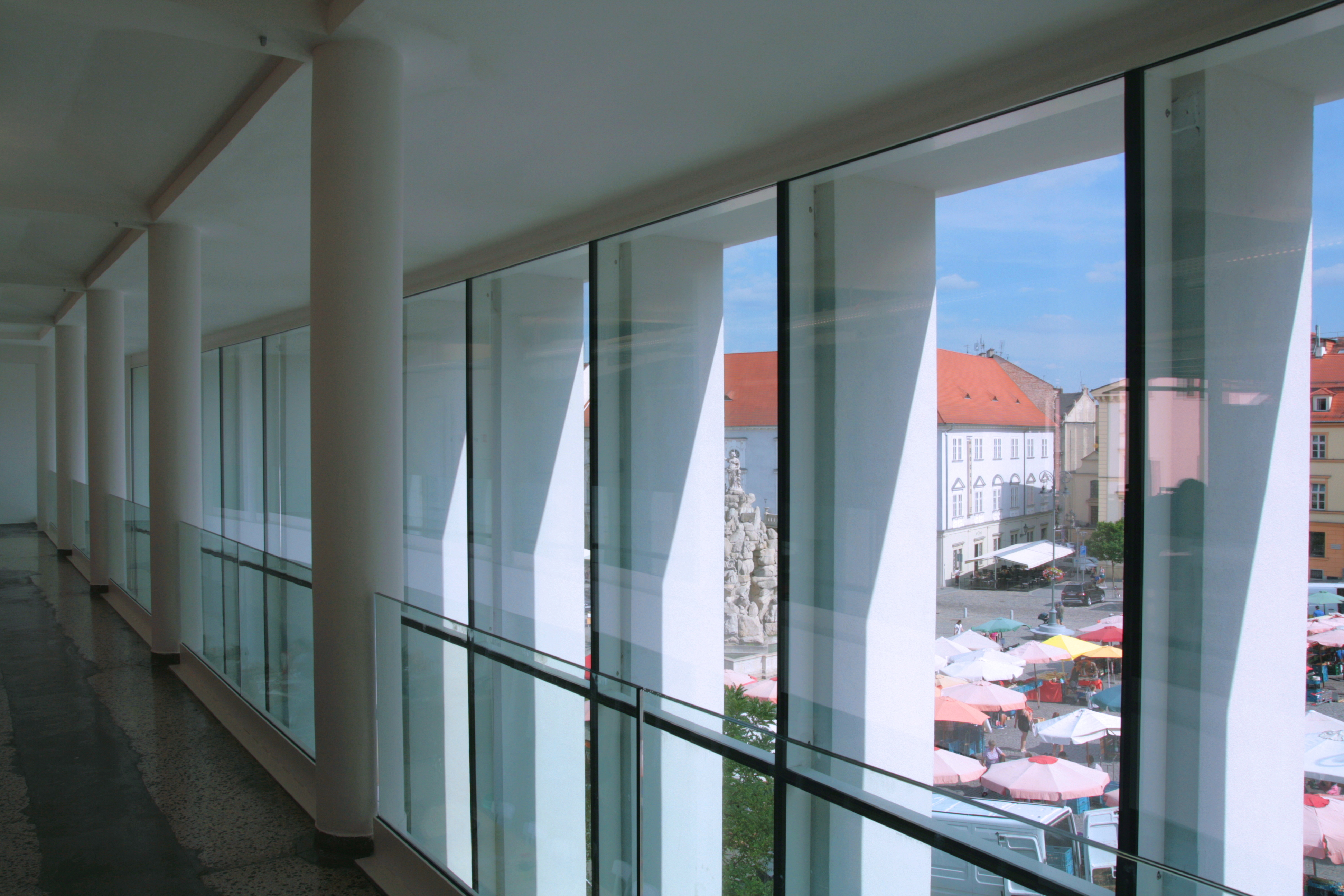
Výhled z druhého patra na náměstí
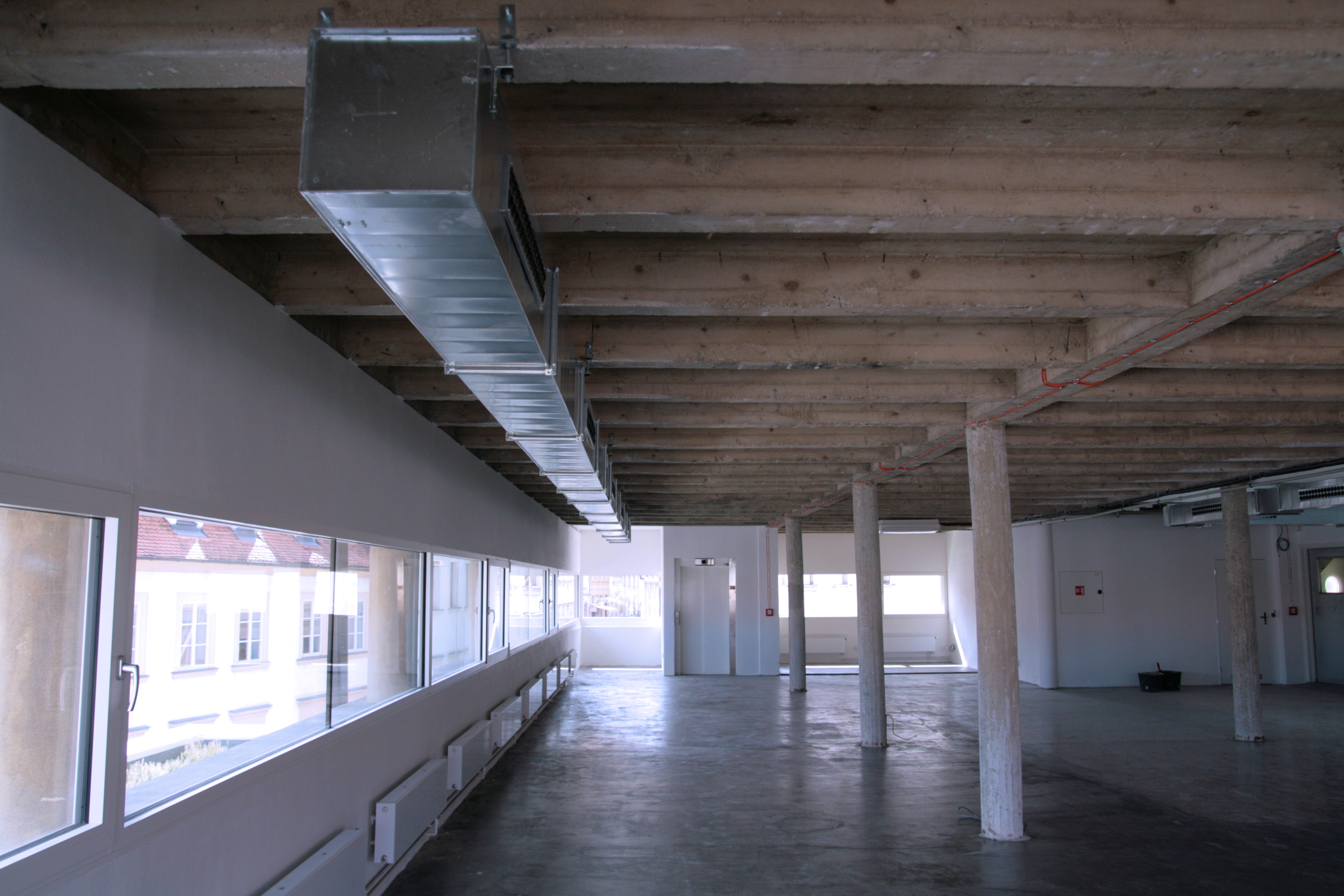
Třetí patro po rekonstrukci
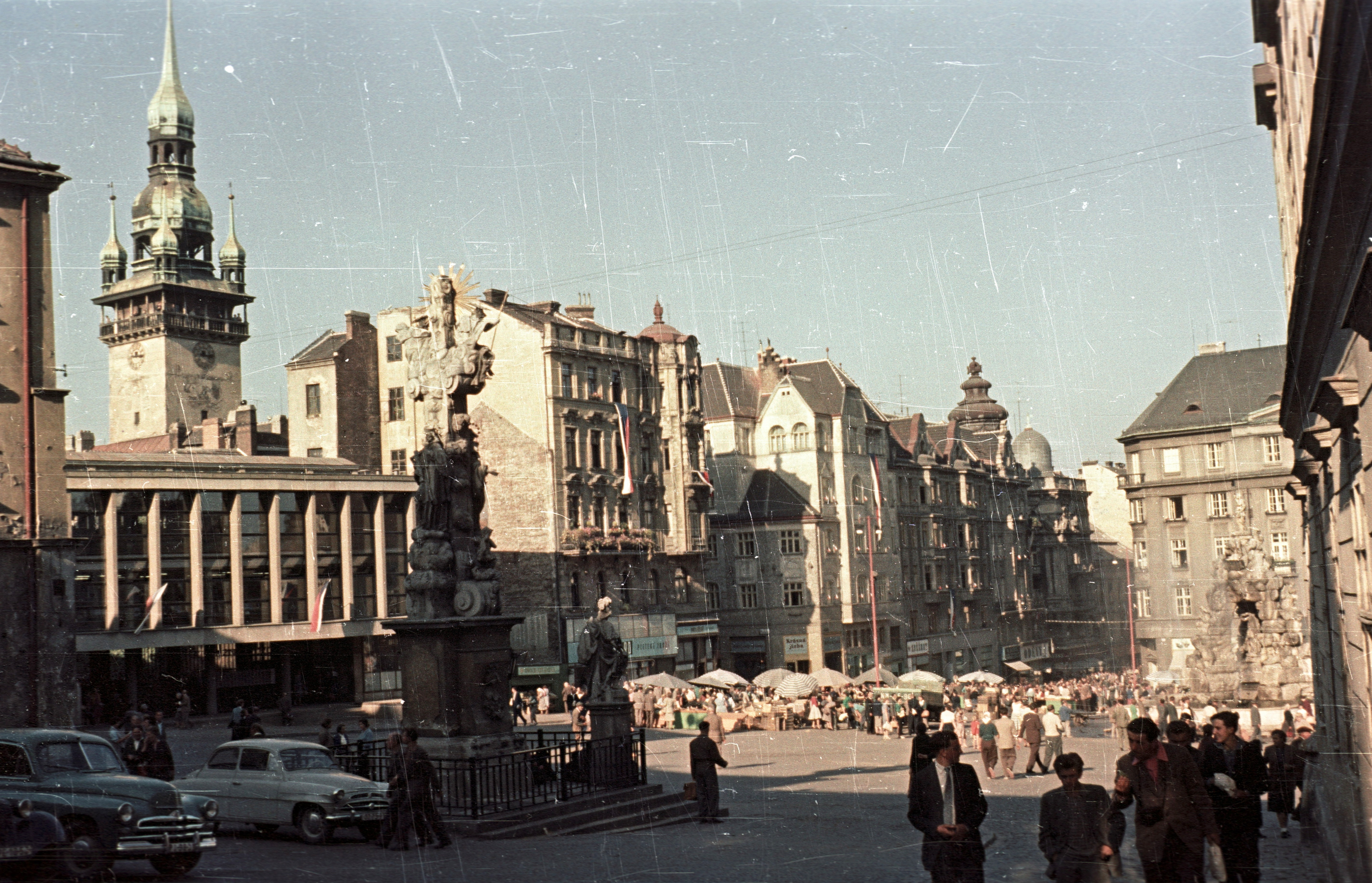
Náměstí s tržnicí (vlevo) v roce 1958
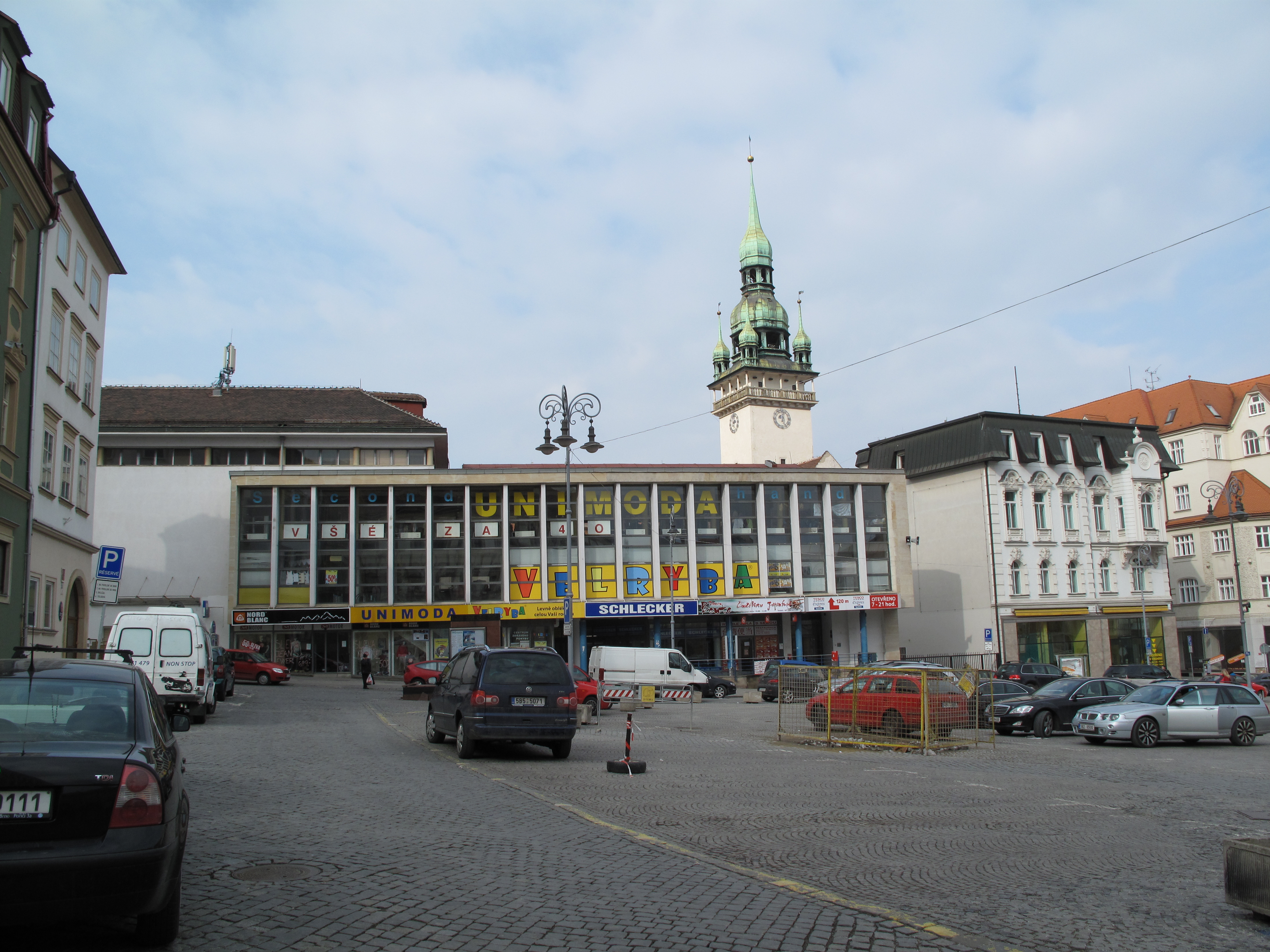
Stav budovy v roce 2010
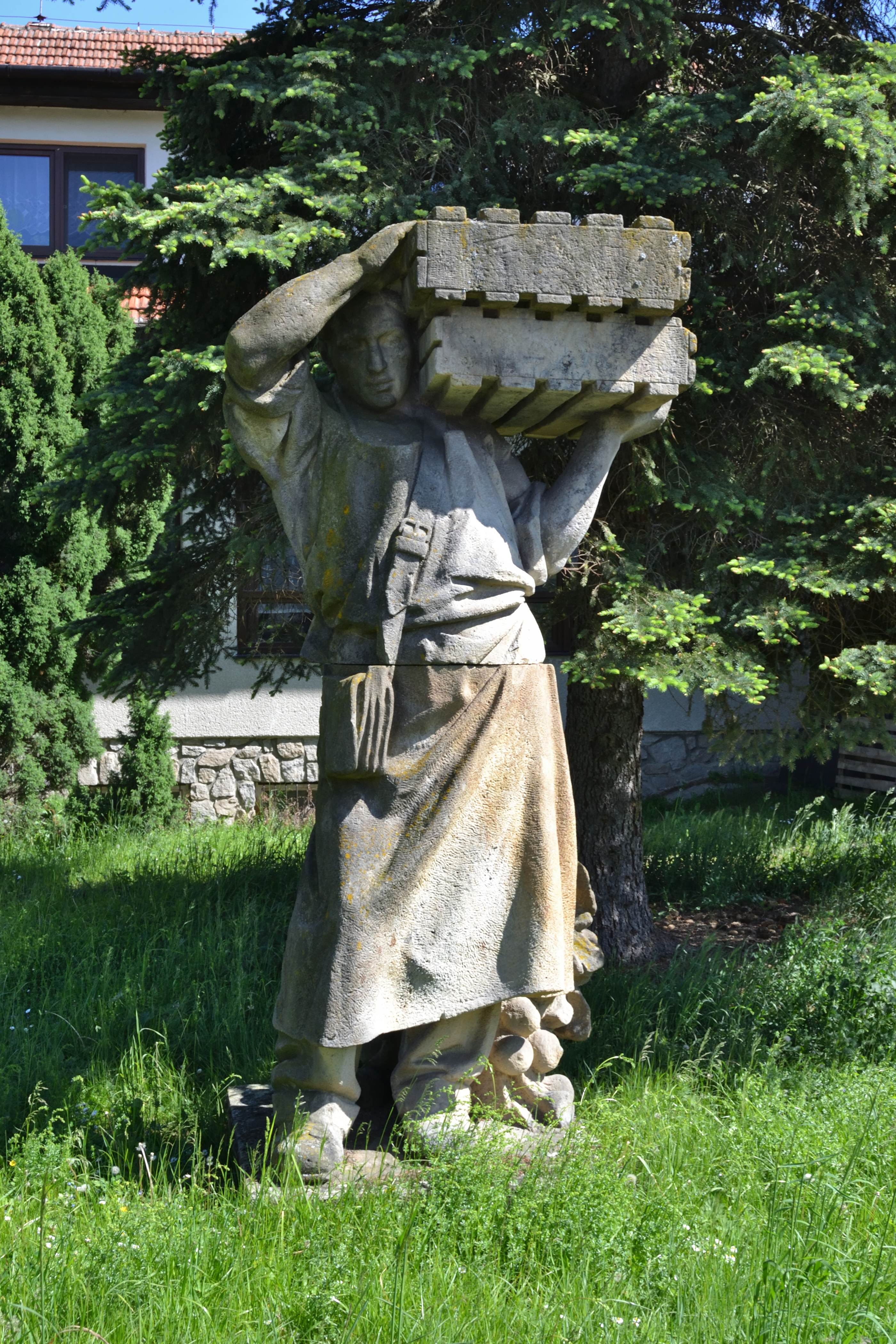
Socha cibuláře v Chudčicích
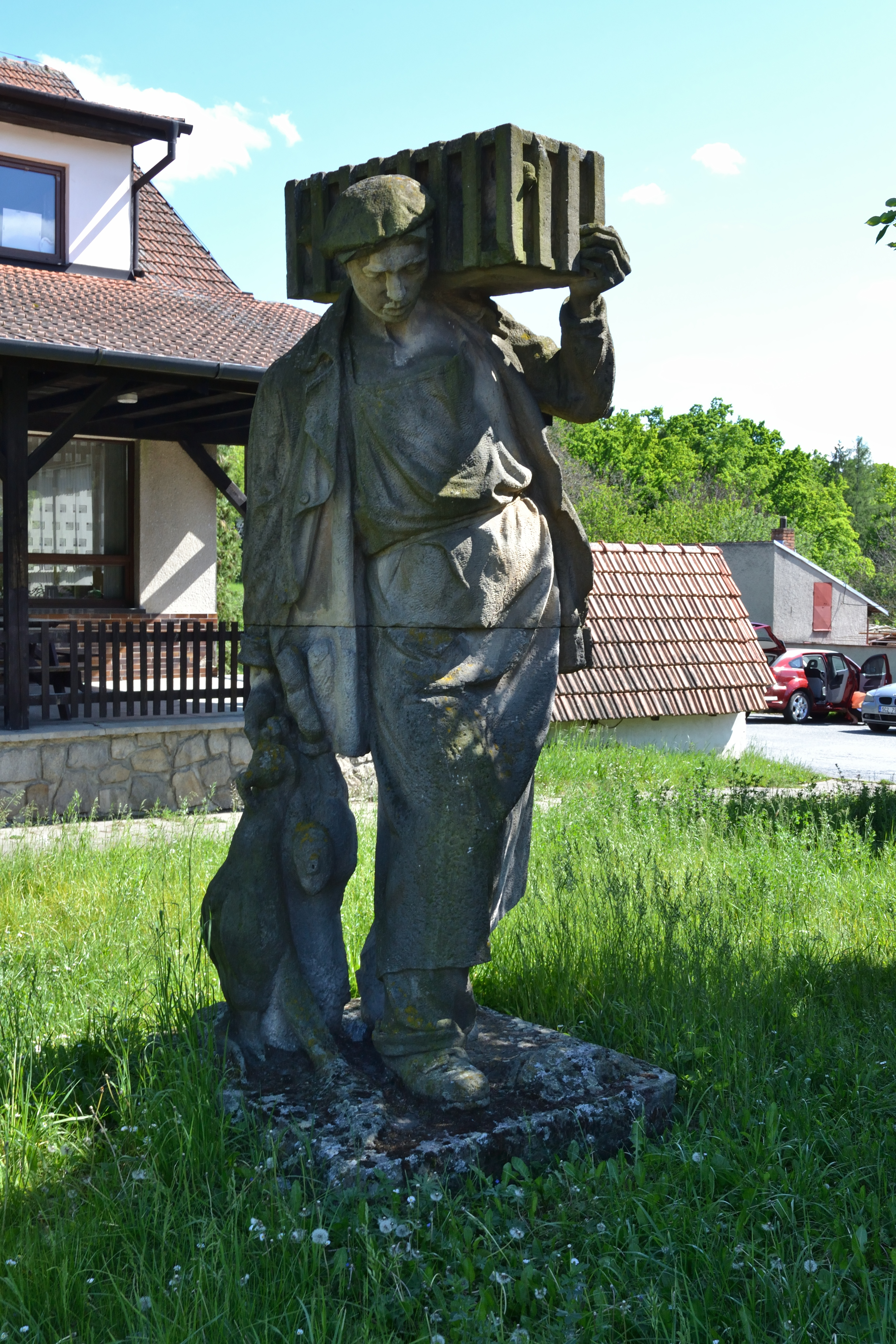
Socha chovatele drůbeže v Chudčicích